# Seán Mac Stíofáin
Seán Mac Stíofáin, född 17 februari 1928 i Leytonstone, död 18 maj 2001, var den förste stabschefen för Provisoriska IRA. 
Han föddes i England med namnet John Stephenson och antog senare den gaeliserade varianten Seán Mac Stíofáin. Han kan räknas som den person som återupplivade IRA efter flera årtionden av mycket obemärkt verksamhet. Mac Stíofáin hade varit korpral i RAF (Royal Air Force) men hade blivit av med den tjänsten efter att ha blivit satt i brittiskt fängelse. Under sin tid i fängelset blev Mac Stíofain nära vän med ett par grekiska cyprioter som dessutom var medlemmar av den cypriotiska befrielserörelsen, EOKA. Eftersom EOKA stridit mot den brittiska invasionsmakten på den egna ön förstod Mac Stíofáin snart att de kunde lära honom hur man bedrev regelrätt gerillakrig mot den brittiska invasionsmakten. För att lättare få lärdom om hur man bedrev den sortens verksamhet lärde sig Mac Stíofáin grekiska och kunde på så sätt tala ostört med cyprioterna i fängelset. Efter att Mac Stíofáin blivit frisläppt på nytt medverkade han 1969 till att bilda det "nya IRA", det så kallade "The Provisional Irish Republican Army".